# (160256) 2002 PD149
(160256) 2002 PD149 est un objet transneptunien double, faisant partie des cubewanos.

## Caractéristiques
(160256) 2002 PD149 lui-même mesure environ 100 km de diamètre.

## Lune
Une satellite, de nom provisoire S/2007 (160256) 1 a été découvert en 2007. Les deux corps seraient de taille comparable, le système pourrait être qualifié de transneptunien double.

## Orbite
L'orbite de 2002 PD149 possède un demi-grand axe de 43,185 ua et une période orbitale d'environ 284 ans. Son périhélie l'amène à 40,659 ua du Soleil et son aphélie l'en éloigne de 45,712 ua. Il s'agit d'un cubewano.

## Découverte
2002 PD149 a été découvert le 10 août 2002.